# Do Not Stand at My Grave and Weep
„Do not stand at my grave and weep” (română Nu sta și plânge la mormântul meu) este o poezie scrisă în 1932 de Mary Elizabeth Frye. Originea cestei poezii cu reputație internațională a fost disputată până spre sfârșitul vieții sale.

## Versiune completă
„Versiunea finală”, așa cum a fost publicată de The Times și The Sunday Times în necrologul lui Frye, la 5 noiembrie 2004, este următoarea:
Do not stand at my grave and weep,
I am not there; I do not sleep.
I am a thousand winds that blow,
I am the diamond glints on snow,
I am the sun on ripened grain,
I am the gentle autumn rain.
When you awaken in the morning’s hush
I am the swift uplifting rush
Of quiet birds in circling flight.
I am the soft star-shine at night.
Do not stand at my grave and cry,
I am not there; I did not die.
În afară de varianta de mai sus, cu șase perechi de versuri rimate, există și o variantă secundară (ceva mai puțin circulată), cu opt perechi.
Do not stand at my grave and weep
Do not stand at my grave and weep,
I am not there, I do not sleep.
I am in a thousand winds that blow,
I am the softly falling snow.
I am the gentle showers of rain,
I am the fields of ripening grain.
I am in the morning hush,
I am in the graceful rush
Of beautiful birds in circling flight,
I am the starshine of the night.
I am in the flowers that bloom,
I am in a quiet room.
I am in the birds that sing,
I am in each lovely thing.
Do not stand at my grave bereft
I am not there. I have not left.

## Istoric
Poezia este folosită la ceremonii funerare și comemorări, atât private, cât și oficiale. Este fie tradusă fidel, fie parafrazată, în multe limbi, precum coreeana, ebraica, franceza, germana, japoneza, olandeza, rusa, spaniola, suedeza, și tagalog. În suedeză sunt câteva traduceri. 
Popularitatea poeziei a luat amploare în 1995 când tatăl unui soldat ucis de o bombă în Irlanda de Nord a citit-o la BBC, în amintirea fiului său. În acel an, în urma unui sondaj al BBC, a fost declarată poezia favorită a britanicilor. Atunci nu se știa naționalitatea americană a autorului, identitatea lui fiind stabilită câțiva ani mai târziu (în 1998 prin investigațiile ziaristei Abigail Van Buren).
Această poezie a traversat toate tipurile de frontiere: geografice, lingvistice, rasiale, religioase, sociale. A fost folosită/recitată sau cântată pe diverse melodii — la funeralii, precum și la alte momente solemne adecvate, în diverse țări, din America până în Australia, din Norvegia și Suedia până în Coreea și Japonia. A fost recitată (1997) la comemorarea soldaților SAS căzuți în Rhodesia.. A fost folosită în unul din protocoalele norvegiene de exprimare a condoleanțelor după atacurile din 2011. 
Poezia a fost preluată de o mulțime de muzicieni, fie tradusă fidel, fie parafrazată, fie integral, fie parțial, fie cu titlul original, fie luând ca titlu alt vers, adecvat ideii muzicale respective.